# Vlag van Sint-Michielsgestel

Tweede en huidige vlag van de gemeente Sint-Michielsgestel

Eerste vlag van de gemeente Sint-Michielsgestel van 1963-1997 en sinds 1997 de dorpsvlag

De vlag van Sint-Michielsgestel kent twee verschillende varianten: de vlag die oorspronkelijk de eerste gemeentevlag was en nu de stadsvlag van Sint-Michielsgestel is, en de tweede gemeentevlag die nog steeds als zodanig in gebruik is.

## Eerste vlag
De eerste vlag werd bij raadsbesluit op 19 december 1963 vastgesteld als de gemeentelijke vlag van gemeente Sint-Michielsgestel. Deze eerste vlag is in twee even grote verticale vlakken verdeeld, waarbij in het vlak aan de stokzijde in blauw een wit kruis is afgebeeld. In het vlak aan de vluchtzijde in geel is een beurtelings kanteel rode dwarsbalk afgebeeld. Dit is afgeleid van het tweede wapen van Sint-Michielsgestel, tegenwoordig het dorpswapen van de gelijknamige plaats.
Na de samenvoeging van de gemeenten Sint-Michielsgestel, Den Dungen en Berlicum en het dorp Gemonde tot de nieuwe gemeente Sint-Michielsgestel per 1996 is deze gemeentevlag in 1997 erkend door de toenmalige gemeenteraad als voortaan de vlag van het dorp Sint-Michielsgestel.

## Tweede vlag
Op 26 september 1996 werd de tweede gemeentevlag vastgesteld. Deze is identiek aan het huidige wapen van de gemeente Sint-Michielsgestel: De blazoenering van het wapen luidt als volgt:
Gevierendeeld van azuur (blauw) en zilver (wit) en over alles heen een kruis van het een in het ander.
Het ontwerp was van Jan Melssen van de  Noordbrabantse Commissie voor Wapen- en Vlaggenkunde.

## Afbeeldingen

Tweede Wapen van de gemeente Sint-Michielsgestel van 1947-1996, sinds 1997 het dorpswapen van de gelijknamige plaats.
Derde wapen van Sint-Michielsgestel sinds 1996

Alphen-Chaam · Altena · Asten · Baarle-Nassau · Bergeijk · Bergen op Zoom · Bernheze · Best · Bladel · Boekel · Boxtel · Breda · Cranendonck · Deurne · Dongen · Drimmelen · Eersel · Eindhoven · Etten-Leur · Geertruidenberg · Geldrop-Mierlo · Gemert-Bakel · Gilze en Rijen · Goirle · Halderberge · Heeze-Leende · Helmond · 's-Hertogenbosch · Heusden · Hilvarenbeek · Laarbeek · Land van Cuijk · Loon op Zand · Maashorst · Meierijstad · Moerdijk · Nuenen, Gerwen en Nederwetten · Oirschot · Oisterwijk · Oosterhout · Oss · Reusel-De Mierden · Roosendaal · Rucphen · Sint-Michielsgestel · Someren · Son en Breugel · Steenbergen · Tilburg · Valkenswaard · Veldhoven · Vught · Waalre · Waalwijk · Woensdrecht · Zundert
Acht
· Alphen
· Bavel
· Berghem
· Berlicum
· Biest-Houtakker
· Borkel en Schaft
· Chaam
· Cromvoirt
· Cuijk
· Den Dungen
· Dinteloord
· Effen
· Esch
· Galder
· Geeren-Noord
· Gemonde
· Haagse Beemden
· Haaren
· Halsteren
· Helvoirt
· Herpen
· Heusden
· Langenboom
· Leur
· Megen, Haren en Macharen
· Moergestel
· Nieuw-Vossemeer
· Nuland
· Olland
· Orthen
· Princenhage
· Ravenstein
· Rosmalen
· Sint-Michielsgestel
· Sprang
· Steenbergen
· Strijbeek
· Teteringen
· Ulvenhout
· Udenhout
· Velp
· Vierlingsbeek
· Waspik
· Wintelre